# Luigi Menghini
Luigi Menghini (1946) è uno scrittore italiano attivo nel campo della fantascienza.

## Biografia
Luigi Menghini (nato nel 1946) è uno scrittore di fantascienza italiano. Ha pubblicato nella collana Cosmo Argento della Editrice Nord sei romanzi, prevalentemente di space opera. Altri tre suoi racconti sono comparsi in varie antologie.
Oltre alle pubblicazioni italiane, i suoi romanzi sono stati tutti tradotti per il mercato rumeno ed alcune delle sue opere anche per quello ungherese e per quello polacco.

## Opere
- Reazione a catena, Cosmo Argento 70, Editrice Nord, 1977, ISBN 88-429-0079-6
- Il Regno della Nube, Cosmo Argento 94, Editrice Nord, 1979, ISBN 88-429-0101-6
- L'assedio, Cosmo Argento 108, Editrice Nord, 1981, ISBN 88-429-0114-8
- Il Messaggio dei Calten, Cosmo Argento 123, Editrice Nord, 1982, ISBN 88-429-0128-8
- Il mio amico Stone, Cosmo Argento 154, Editrice Nord, 1985, ISBN 88-429-0156-3
- Iseneg!, Cosmo Argento 211, Editrice Nord, 1990, ISBN 88-429-0213-6

### Racconti
- Saggia Decisione nell'antologia Universi e Dintorni, I Garzanti 716, ed. Garzanti
- Drakar l'Eterno, nell'antologia Le Armi e gli Amori, Thule. Collana di Letteratura Fantastica 5, ed. Mario Solfanelli
- L'uccisore di Draghi, in Dimensione Cosmica 13,  ed. Mario Solfanelli